# Apel·les (regent de Filip V)
Apel·les (en grec antic: Ἀπελλῆς, llatí: Apelles) fou un polític macedoni del segle iii aC. Va ser membre del consell de regència del jove rei Filip V de Macedònia.
Va servir en llocs destacats sota Antígon III Dosó, que, quan va morir, el 220 aC, el va nomenar un dels encarregats del govern, atès que Filip encara era menor d'edat.
Era un home dominador, i després de la mort d'Antígon va pretendre trencar la influència d'Arat de Sició sobre el rei Filip per poder governar ell mateix en nom de Filip. Les acusacions que va llençar sobre Arat varen resultar calúmnies, i només va aconseguir que el rei s'acostés més a Arat. Apel·les no va acceptar aquesta situació, i, amb l'ajuda d'altres cortesans, va obstaculitzar secretament les campanyes del rei per fer-se insubstituïble. Va anar a Calcis, on tenia prestigi i era respectat, i va aconseguir moure la població per evitar que donessin provisions al rei per fer la guerra, cosa que va molestar el rei. Més endavant, Apel·les va veure que les operacions del rei contra els etolis tenien succés, i va incitar-los a oferir més resistència. Per aquests fets, Filip va ordenar la detenció d'Apel·les i portar-lo a Corint, on va ser executat l'any 218 aC.
Probablement va ser el pare d'Apel·les, amic del príncep Demetri de Macedònia, fill de Filip.